# Річард Бакмінстер Фуллер
Рі́чард Ба́кмінстер Фу́ллер (англ. Richard Buckminster Fuller; 12 липня 1895, Мілтон, Массачусетс  — 1 липня 1983, Лос-Анджелес) — американський архітектор, дизайнер, інженер винахідник, філософ-футурист.

## Життєпис
Впродовж свого життя Фуллер ставив собі питання, чи є у людства шанс на довгострокове і успішне виживання на планеті Земля і якщо так, то яким чином. Вважаючи себе звичайним індивідом без особливих грошових коштів або вченого ступеня, він вирішив присвятити своє життя цьому питанню, намагаючись з'ясувати, що такі особистості як він можуть зробити для поліпшення становища людства з того, що великі організації, уряди або приватні підприємства не можуть виконати через свою природу.
Упродовж цього експерименту усього життя Фуллер написав двадцять вісім книг, виробивши такі терміни як «космічний корабель „Земля“», «ефемеризація» і «синергетика». Він також зробив велику кількість винаходів, в основному у сфері дизайну і архітектури, найвідомішим з яких є легкий і міцний «геодезичний купол» — просторова сталева сітчаста оболонка з прямих стержнів.
В останні роки життя, після десятиліть роботи над своїми ідеями, Фуллер досяг помітного громадського визнання. Він подорожував по світу, виступаючи з лекціями, і отримав багато почесних вчених ступенів. Більшість його винаходів, проте, так і не поступили в масове виробництво, а він сам піддавався сильній критиці у більшості областей, на які він намагався вплинути (наприклад, в архітектурі), або просто відкидався як безнадійний утопіст. Послідовники Фуллера, з іншого боку, стверджують, що його робота ще не отримала тієї уваги, якої вона заслуговує.

## Біографія
Фуллер народився 12 липня 1895 року в Мілтоні (Массачусетс, США). Його батьками були Річард Бакмінстер Фуллер і Керолайн Волкотт Ендрюс. Сім'я Фуллерів створила помітних нонконформістів Нової Англії. Батько Бакмінстера Фуллера помер, коли хлопчикові було 12. Провівши своє дитинство на фермі на острові поблизу узбережжя штату Мэн, Фуллер з ранніх років виявив природну схильність до дизайну і вигадування речей. Він часто робив речі з принесених з лісу матеріалів, а іноді навіть робив власні інструменти. Наприклад, він експериментував з розробкою нового апарату для руху невеликих човнів на мускульній тязі. Роками пізніше він вирішив, що цей досвід не лише заразив його інтересом до дизайну, але і виробив звичку бути повністю обізнаним про матеріали, яких його пізніші амбітні проекти зажадають для своєї реалізації.
Фуллера відправили до Академії Мілтона, після чого (у 1913) він почав вчитися в Гарвардському університеті, звідки його двічі відраховували. Перший раз — за те, що він витратив усі свої гроші, розважаючись з цілою групою танцюристів, в другій — за «безвідповідальність і відсутність інтересу».
Між сесіями в Гарварді Фуллер працював деякий час в Канаді механіком на текстильній фабриці, а пізніше працював по 12 годин в день робітником на м'ясопакувальному виробництві. Він одружився в 1917 році, а під час Першої світової війни служив на флоті США. На флоті він був радистом, редактором публікацій і командиром рятувального човна. Після демобілізації він знову працював деякий час в м'ясопакувальній галузі, де набув досвіду керівника. На початку 1920-х він разом з вітчимом розробив систему виробництва легких всепогодних і пожежостійких будинків, проте підприємство потерпіло невдачу.
У 1927 році, у віці 32 років, будучи банкрутом і безробітним, живучи в дешевих апартаментах в Чикаго (Іллінойс), Фуллер втратив свою улюблену дочку Олександру в результаті її захворювання пневмонією в зимовий час. Він відчував свою відповідальність за те, що сталося, і це привело його до зловживання алкоголем і на межу самогубства. В останню мить він вирішив замість цього влаштувати
|  | експеримент, щоб подивитися, що може одина-єдина людина зробити на благо світу і усього людства |

Фуллер обійняв посаду в невеликому коледжі в Північній Кароліні. Там, за підтримки групи професорів і студентів, він почав працювати над проектом, який згодом приніс йому популярність і зробив революцію в інженерії — геодезичний купол. Використовуючи легкі пластики в простій формі тетраедра (трикутної піраміди), він створив маленький купол. Він розробив першу будівлю, яка могла витримати свою вагу практично без обмежень. Уряд США побачив значущість винаходу і найняв Фуллера для виробництва маленьких куполів для армії. Через декілька років по всьому світу налічувались тисячі таких куполів.

## Напрацювання Фуллера

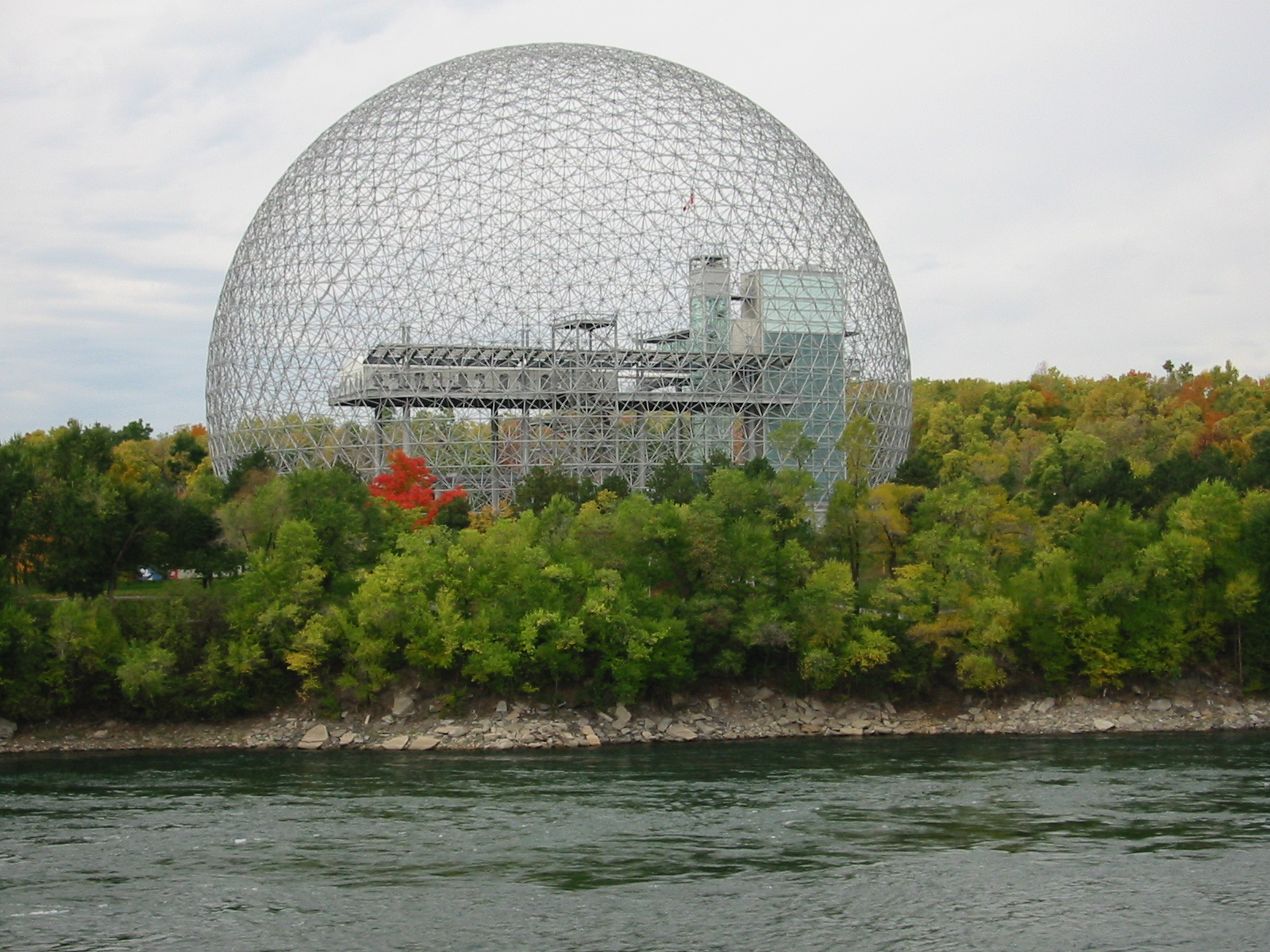
Американський павільйон на Експо '67, що спроектував Бакмінстер Фуллер. На сьогодні — музей Біосфера(Монреаль, Канада)

У наступні півстоліття Бакмінстер Фуллер подарував світу широке коло ідей, розробок і винаходів, зокрема в областях практичного недорогого житла і перевезень. Він ретельно задокументував своє життя, філософію і ідеї в щоденнику (він вів його з 1920 по 1983 роки і фіксував усі події зі свого життя кожні 15 хвилин) і 28 публікаціях. Фуллер фінансував деякі зі своїх експериментів за допомогою успадкованих грошей сім'ї, в деяких випадках у фінансуванні брали участь його колеги по професії, наприклад, в проекті автомобіля «Дімаксіон» в 1933 році — триколісного засобу пересування аеродинамічної форми і з перископом. Іншим відомим проектом Фуллера був його «будинок Дімаксіон» — проект збірного будинку з алюмінієвих деталей фабричного виробництва, оригінальної конструкції на одній опорі. Був побудований всього один такий будинок — в 1927 році в Чикаго.
У 1942 році Фуллер розробив нову картографічну проєкцію світу, складену з шести прямокутників і восьми трикутників, яка мала ряд переваг в порівнянні з глобусом.
З 1947 року Фуллер розробляв просторову конструкцію «геодезичного куполу», який являв собою півсферу, зібрану з тетраедрів. Геодезичні куполи принесли Фуллеру міжнародне визнання (у 1959 році для Американської національної виставки в Москві був побудований «золотий купол», в 1967 році — павільйон США на Всесвітній виставці в Монреалі). Фуллер викладав в Університеті Південного Іллінойса з 1959 по 1970 в Школі мистецтва і дизайну. У 1965 році Фуллер відкрив Світове десятиліття наукового дизайну (з 1965 по 1975) на зустрічі Міжнародного союзу архітекторів в Парижі. Десятиліття було, за його власними словами, присвячено застосуванню принципів науки для рішення проблем людства.
Фуллер вірив, що людське суспільство незабаром покладатиметься в основному на відновлювані джерела енергії, такі як електрика з сонячного світла і енергії вітру. Він сподівався на настання ери «всеуспішної освіти і забезпеченості людства». Він розглядав інформацію як «негативну ентропію».

## Заслуги
Фуллер отримав 25 американських патентів і безліч почесних докторських наукових ступенів, був лауреатом 47 міжнародних і американських почесних премій в області архітектури, дизайну, інженерії, витончених мистецтв і літератури. 16 січня 1970 року Фуллер отримав Золоту медаль від Американського інституту архітекторів.

## Смерть
Фуллер помер в Лос-Анджелесі 1 липня 1983 року у віці 87 років. До того моменту він був визнаним гуру дизайну, архітектури і «альтернативних» поселень. Його дружина знаходилася в комі і помирала від раку; під час одного з відвідувань її в лікарні він вигукнув: «Вона стиснула мою руку!». Потім він встав, у нього стався інфаркт, і через годину він помер. Його дружина померла через 36 годин після цього. Він похований на кладовищі біля міста Бостон, штат Массачусетс.

## Основні проекти

### Дев'яте небо
«Дев'яте небо» (англ. Cloud nine) — повітряні житла, запропоновані Бакмінстером Фуллером. Фуллер припустив, що ці житла можна виготовляти у вигляді гігантських геодезичних сфер, що дасть їм можливість левітувати за рахунок нагрітого повітря. Геодезичні сфери (структури з трикутних компонентів, що покривають поверхню сфери) стають усе міцнішими зі збільшенням розміру, оскільки вони перерозподіляють напругу по усій поверхні. Це теоретично дозволяє будувати сфери колосальних розмірів.
У міру збільшення розміру сфери об'єм простору, який вона містить, росте швидше ніж об'єм самої структури (що вміщує цей простір). Фуллер визначив, що маса геодезичної сфери шириною в милю буде нікчемна порівняно з масою повітря, що знаходиться в ній. Він припустив, що навіть якщо нагрівати повітря усередині такої сфери усього на один градус в порівнянні з навколишнім простором, ця сфера може літати. Він вичислив, що така куля могла б підняти істотну масу, і це дозволило б будувати літаючі міні-міста з населенням в декілька тисяч чоловік. Подібні «дев'яті небеса» могли б стояти на прив'язі, або могли б вільно рухатись, або мігрувати залежно від кліматичних і інших умов довкілля.

## Цікаві факти

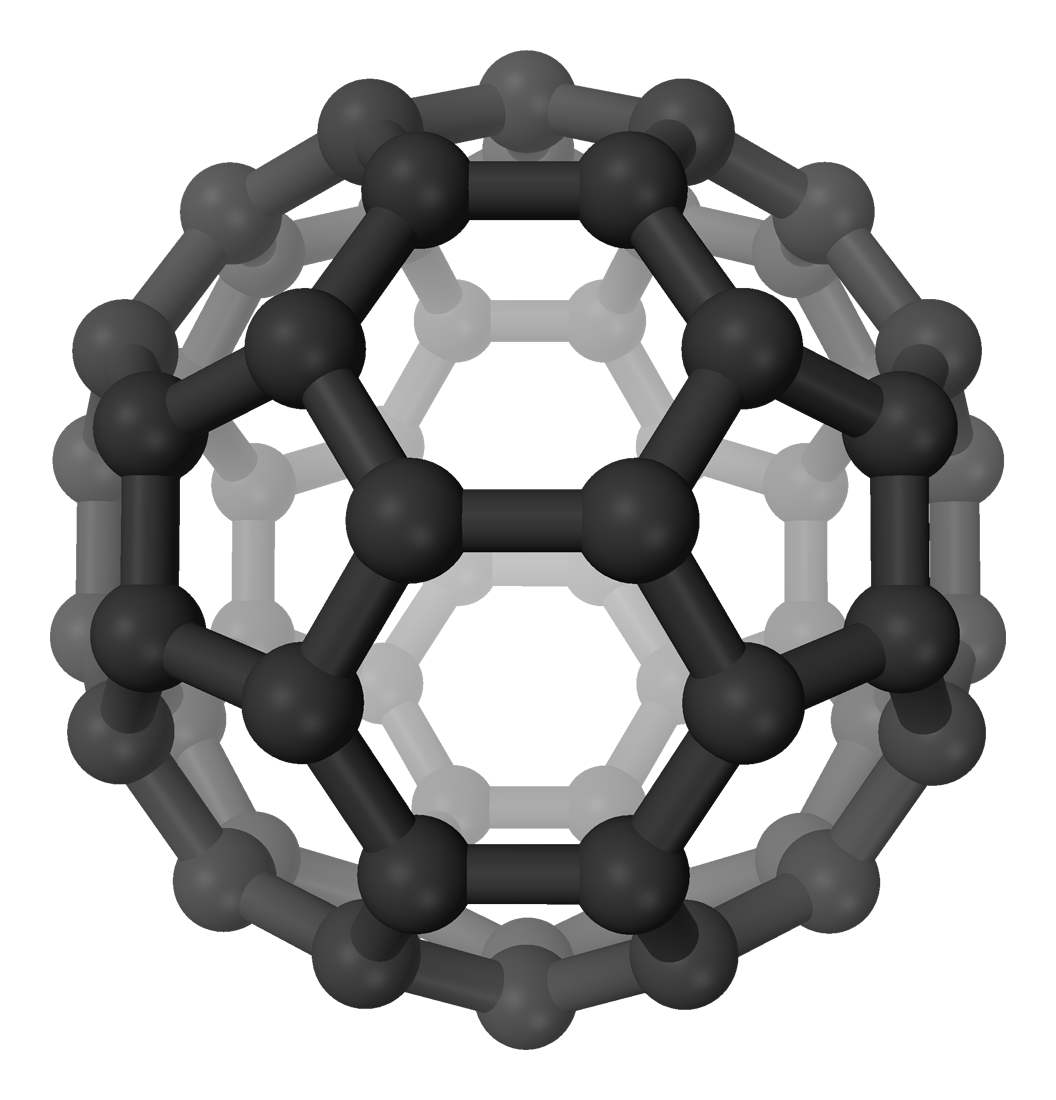
Бакмінстерфуллерен C_{60}

Відкрита в 1985 році нова аллотропна форма вуглецю була названа на честь Фуллера фуллеренами.
Так само 60-атомну молекулу вуглецю називають кулею Бакі, на честь Бакмінстера.